# Meurtres de Burger Chef
 (octobre 2020).

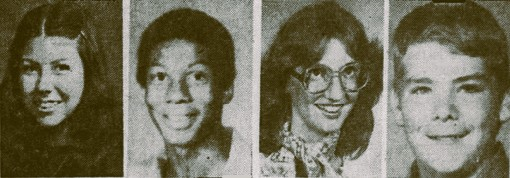
De gauche à droite : Jayne Friedt, Mark Flemmonds, Ruth Shelton et Daniel Davis, les quatre victimes des meurtres de Burger Chef.

Les meurtres de Burger Chef ont eu lieu dans un bois du comté de Johnson dans l'Indiana (États-Unis) dans la nuit du 17 au 18 novembre 1978 pendant laquelle quatre jeunes employés s'étaient volatilisés lors de la fermeture d'un restaurant de la chaîne de fast-food Burger Chef (en) — aujourd'hui disparue — situé à Speedway. Ce qui fut d’abord considéré comme un simple vol dans la caisse et le coffre-fort du restaurant s’orienta rapidement vers la piste d’un enlèvement, avant de basculer, le dimanche suivant, en affaire de quadruple meurtre lorsque les corps furent retrouvés. 

## Du simple vol à l'enlèvement
Le soir du  vendredi 17 novembre 1978, au restaurant Burger Chef du 5725 Crawfordsville Road à Speedway, dans la banlieue d'Indianapolis, quatre employés embauchés à temps partiel étaient présents :
- Jayne Friedt, directrice adjointe, 20 ans ;
- Ruth Shelton, 17 ans ;
- Mark Flemmonds, 16 ans ;
- Daniel Davis, 16 ans.

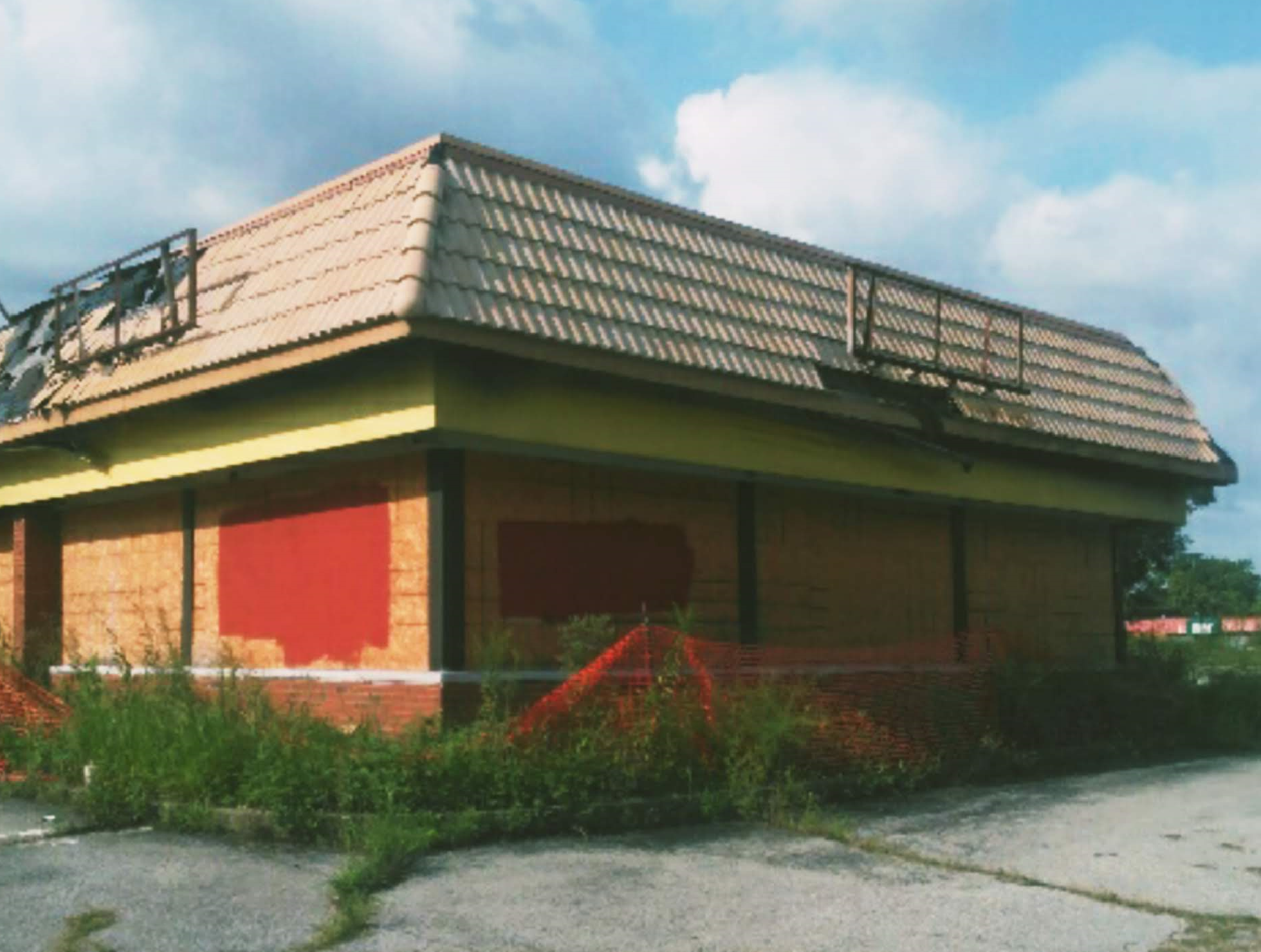
Le Burger Chef de Speedway où eut lieu l'enlèvement, ici à l'abandon (photographie de 2018).

Selon plusieurs témoignages, les quatre adolescents se trouvaient encore dans l'établissement à 23 h 00, heure habituelle de fermeture. À 23 h 45, Brian Kring, un autre employé qui n'était pas de service ce soir là, raccompagnait en auto sa collègue Ginger Anderson. En remontant Crawfordsville Road, il aperçut de la lumière dans le bâtiment mais poursuivit son trajet afin de déposer chez elle sa passagère.
Sur le chemin du retour aux alentours de minuit, Kring remarqua que le restaurant était toujours éclairé. Il décida d'y entrer pour aider ses collègues à fermer. La porte arrière étant restée entrouverte, il pénétra à l’intérieur mais ne trouva personne. Les caisses enregistreuses, posées sur le sol carrelé, étaient vides ; le coffre-fort du bureau de la direction était grand ouvert, ne contenant plus que des rouleaux de pièces (100 $ environ). Deux sacs de transport de fonds vides étaient à proximité, ainsi qu’un rouleau de ruban adhésif entièrement utilisé. À l’extérieur, aucune trace de ses collègues, d'autant que la voiture de Jayne n'était plus sur le parking. Inquiet, Kring appela le directeur du restaurant Robert Gilyeat, qui lui conseilla de contacter immédiatement la police et d'attendre leur arrivée sur place — ce qu'il fit.
Les policiers de Speedway arrivèrent dans la nuit, rejoints par Gilyeat. Ensemble, ils constatèrent le vol : 581 $ avaient été dérobés (soit l'équivalent de 2 350 $ de 2020). Les sacs à main des deux jeunes femmes ainsi que les vestes de tous les employés étaient restés sur place — y compris celle de Ruth, retrouvée jetée au sol — un fait étrange lorsqu'on sait que les nuits sont particulièrement fraîches en novembre dans l'Indiana. Néanmoins, aucune trace de lutte ne fut relevée.
Dans un premier temps, la police demeura prudente. Il pouvait s'agir, selon elle, au mieux d'une plaisanterie au pire d'un vol mineur perpétré par quatre adolescents partis en virée nocturne, qui se solderait vraisemblablement par leur retour. Une hypothèse que Gilyeat rejeta en bloc tant il se portait garant du sérieux de ses employés dont il s'était assuré avant de les embaucher qu'ils n'avaient pas le moindre antécédent judiciaire. Les policiers se décidèrent alors à contacter les parents dans la nuit pour vérifier si l'un des jeunes était rentrés à la maison et le cas échéant, de leur demander de les prévenir si ce devait être le cas. Mais aucun d'entre eux n'était retourné au domicile familial. La plupart des parents, encore éveillés lorsqu'on leur téléphona, manifestaient déjà une vive inquiétude. Dans les heures qui suivirent, ils se déplacèrent jusqu'au commissariat afin de savoir ce qui avait bien pu se passer.
À 4 h 30 du matin, la Chevrolet Vega 1974 blanche deux portes appartenant à Jayne Friedt fut retrouvée, abandonnée, dans le bloc 5500 de la W 15e Rue — à deux pâtés de maisons seulement du commissariat principal. Apparemment abandonné en vitesse, le véhicule était seulement verrouillé côté conducteur, et les clés étaient absentes. La police commença alors à privilégier la piste de l'enlèvement, envisageant que le rapt avait sans doute eu lieu au moment où les employés sortaient les poubelles par la porte arrière du restaurant. La Chevrolet aurait pu être utilisée par les ravisseurs, en complément de leur propre véhicule. Restaient toutefois de nombreuses zones d’ombre concernant le déroulement exact des faits.
Ainsi, après une journée seulement, l'affaire passa d'un simple vol à possible quadruple enlèvement.

## La découverte des quatre corps
Dans l'après-midi du dimanche 19 novembre, un couple de promeneurs découvrit, dans une propriété privée boisée du comté voisin de Johnson — situé à une trentaine de kilomètres au sud-est du lieu de la disparition — les corps sans vie des quatre employés encore vêtus de leur uniforme de travail. 
Ruth Shelton et Daniel Davis étaient allongés côte à côte, tout près d'un chemin de gravier, face contre terre sur un parterre de feuilles mortes. Tous deux avaient été abattus de plusieurs balles de calibre .38 dans la tête et la nuque. Jayne Friedt gisait à une cinquantaine de mètres de là, poignardée à deux reprises dans la poitrine avec une telle violence que le couteau en avait été brisé : la lame était restée fichée dans son sternum mais le manche demeurait introuvable. La police émit l'hypothèse que la malheureuse avait tenté de profiter de l'obscurité pour s'enfuir avant d'être poursuivie et tuée. Mark Flemmonds était le plus éloigné des autres, allongé sur le dos à proximité d’un ruisseau, près de la route principale à laquelle le chemin était relié. Comme le révéla l’autopsie menée par le Dr Harley Palmer, il avait été battu à mort — peut-être avec une chaîne — et s’était asphyxié avec son propre sang. Alors qu’il tentait de fuir lui aussi, il aurait foncé la tête la première dans un arbre, perdant connaissance. 
Le décès des quatre adolescents remontait à vendredi soir ou tôt samedi matin, mais aucun indice concluant ne fut relevé aux alentours. La police ne trouva seulement que de la menue monnaie dans leurs poches, tandis que leurs cadavres portaient encore montres, bagues et autres bijoux.
Après autopsie des corps, les familles des victimes s'étaient rapidement vues délivrer un permis d'inhumer, puisque le 22 novembre, les funérailles de Jayne Friedt, Daniel Davis et Ruth Shelton eurent lieu séparément. Plusieurs centaines de personnes y assistèrent. Le père de Ruth, John Shelton, avait été harcelé d'appels téléphoniques dans la nuit du 20 au 21 (à 19 h 00, puis à 3 h 00 et 8 h 00). Il reçut une carte de condoléances anonyme le soir même, après qu'un inconnu eut sonné à sa porte. La police n'exclut pas que les appels et la carte pouvait provenir de l'un des meurtriers. 
Le 24, Mark Flemmonds fut enterré à son tour, ses parents ayant préféré attendre que les célébrations de Thanksgiving soient passées.

## Un début d'enquête bâclé
Du propre aveu de Buddy Ellwanger, un officier de police de Speedway ayant participé aux investigations, l'enquête avait été « fichue en l’air depuis le début ». En effet, les policiers quittèrent le restaurant sans prendre de photographies ni effectuer le moindre relevé d'empreintes digitales, de poils ou de fibres, alors même qu'ils y étaient restés plusieurs heures. De plus, l'établissement fut rangé, nettoyé, puis rouvert à la clientèle par une nouvelle équipe d'employés après leur départ. La police nia avoir omis de photographier la scène, mais il s'avéra plus tard que les clichés qu'elle détenait étaient faux. N'ayant pas préservé la scène initiale, plusieurs des premiers enquêteurs tentèrent de reconstituer celle-ci de mémoire, a posteriori. Or les photos contenaient des erreurs grossières : elles avaient été prises de jour, alors que les premières constatations avaient eu lieu de nuit, et l'emplacement de divers objets présentait des différences notables. Ce travail de police sans égard à l'éthique professionnelle nuira d'ailleurs, par la suite, à la bonne marche de l'enquête. 
La gestion de la scène de crime fut tout aussi calamiteuse selon Julie Young. Dans son ouvrage de 2019, The Burger Chef Murders in Indiana, elle écrit : 
« Alors que divers services convergeaient vers le site, certains traversaient des zones qui auraient dû être bouclées. Il y avait des rumeurs selon lesquelles l’un des corps avait été déplacé avant que le coroner ou le technicien des preuves n’arrive sur les lieux. »
Elle cite également le cas d’un enquêteur qui aurait emporté chez lui, sans s’en rendre compte, une pièce d’identité trouvée sur l’une des victimes, ne la rapportant que plusieurs semaines plus tard.
Cependant, la police de Speedway ne manqua pas de renforts. En quelques jours seulement, la police d'État de l'Indiana, le département du shérif du comté de Marion, la police d'Indianapolis et le FBI lui prêtèrent main-forte.
Selon un article publié le 21 novembre 1978 dans le Kokomo Tribune, ces mêmes enquêteurs rencontrèrent des détectives de l'Oklahoma pour examiner un éventuel lien avec un massacre non résolu de six personnes, survenu en juillet dernier dans un steakhouse d'Oklahoma City, mais rien de substantiel n'en ressortit.
Au printemps 1979, la presse révéla également qu’une enquête discrète avait également été menée sur un possible trafic de stupéfiants au sein du Burger Chef de Crawfordsville Road, sans toutefois permettre d’établir le moindre lien avec le quadruple meurtre.
À la suite de cette série de fiascos, la municipalité de Speedway décida de limoger son chef de la police, Robert Copeland. L'enquête fut alors confiée à  la police d'État de l'Indiana qui semblait déterminée à résoudre cette affaire. Elle mit d’ailleurs en place une ligne téléphonique dédiée aux témoignages, seulement quatre jours après la découverte des corps. Malheureusement, hormis quelques dons, elle ne reçut aucun témoignage convaincant.

## Divers suspects auditionnés
Un témoin âgé de seize ans, George Nichols, se manifesta auprès des policiers du comté de Marion. L'adolescent s'était rendu à pied à 23 h 00 au Dunkin' Donuts de Crawfordsville Road. Un quart d'heure plus tard, il en était sorti pour aller se procurer des allumettes au Burger Chef voisin. Au début, George n'avait remarqué personne avant que quelqu'un ne sorte par l'arrière, s'éclipse un instant, puis revienne avec des allumettes. Selon lui, il s’agissait de Daniel Davis, le plus jeune des employés du Burger Chef. George retourna ensuite au Dunkin' Donuts, où travaillait sa petite amie, affirmant aux policiers que la porte du Burger Chef était restée ouverte après son passage, car de la lumière filtrait de l’intérieur. 
À 23 h 30, George et sa petite amie s'étaient rendus derrière le Dunkin' Donuts pour fumer une cigarette. Depuis cet emplacement, ils pouvaient voir le Burger Chef et son parking, séparés du Dunkin' Donuts par une voie ferrée. Leur attention avait été attirée par deux hommes rôdant sur le parking. Selon la description donnée par Nichols, ils étaient blancs et âgés d'une trentaine d'années. L’un était brun, barbu ; l’autre, rasé de près, avait les cheveux clairs. Les souvenirs du jeune homme étaient d’autant plus précis que les deux individus avaient traversé la voie ferrée pour s’approcher du couple, se présentant comme des policiers venus vérifier leur identité. Le barbu leur ordonna ensuite de déguerpir, sous prétexte qu’il y avait déjà eu suffisamment d’actes de vandalisme dans le secteur. Ne voulant pas s'attirer d’ennuis, George et sa compagne rentrèrent à l’intérieur du Dunkin' Donuts. Mais l'aspect négligé de leurs vêtements ainsi que leur allure avaient éveillé leurs soupçons. Sur la base de leurs descriptions obtenues sous hypnose — une première dans une affaire criminelle —, la police fit réaliser des bustes en argile des deux suspects et diffusa leurs portraits-robots dans l’espoir de les identifier.
Le premier homme fut décrit comme de type caucasien, âgé de 35 ans et mesurant 1,75 m pour 91 kg. D'assez forte corpulence, il avait le teint légèrement mat, une barbe fournie et une chevelure brun-roux, bouclée, longue jusqu’au cou, séparée par une raie au milieu.
Le second homme était également de type caucasien, âgé de 29 à 30 ans. Grand (1,88 m), à la silhouette élancée et au teint pâle, il avait les cheveux noirs coiffés vers la droite, bien qu’ils fussent séparés par une raie sur le côté gauche.  
Un ami de Mark Flemmonds, Kirk Thompson, fit également une déposition auprès de la police. Aux alentours de minuit, il avait quitté un établissement nommé The Galaxy, situé en face du Burger Chef afin de proposer à son ami de rentrer à pied avec lui. Il avait noté la présence de quelques voitures sur le parking du restaurant et constaté que la porte arrière était ouverte. N’entendant ni ne voyant personne,, il avait finalement décidé de rentrer seul chez lui. 
La société Burger Chef offrit une récompense de 25.000 $ pour toute information menant à une arrestation. Un particulier y ajouta 10.000 $ de manière anonyme. La chaîne Steak n 'Shake contribua également de plusieurs milliers de dollars, mais personne ne disposant d'informations fiables ne se manifesta. 
De son côté, le maire d'Indianapolis, William Hudnut, lança un appel aux citoyens, les exhortant à témoigner s’ils avaient observé quoi que ce soit de suspect aux abords de Crawfordsville Road, à Speedway dans la nuit du 17 au 18 novembre. À la suite de cet appel, Michael Grider, ancien militaire de la marine devenu technicien de laboratoire dans une entreprise de photographie aérienne, se souvint qu’il s’était arrêté cette nuit-là à un feu rouge sur N Lynnhurst Drive, au croisement de la 16e rue, à deux kilomètres du Burger Chef. Il y avait alors aperçu un homme barbu, assis dans une petite voiture dont les vitres étaient embuées, ce qui l’avait intrigué. Il contacta la police pour témoigner, mais celle-ci jugea inutile de donner suite à sa déclaration. 
Ce n'est que quelques semaines plus tard — sans doute au cours de l’hiver 1978-79 — que l'attention des policiers fut attirée par plusieurs clients d'un bar de Greenwood qui avaient vu un habitué des lieux ressemblant à l'un des deux portraits-robots se vanter d'avoir pris part au quadruple meurtre. Bravade d’ivrogne ou aveu à peine voilé, les policiers ne voulurent écarter aucune piste. Le détective Virgil Vandagriff se rendit dans le bar afin d'observer discrètement l’homme, avant de l’aborder sous couverture. Il gagna peu à peu sa confiance, jusqu’à lui proposer une partie de billard. C’est au cours de cette partie que le suspect, manifestement éméché, se lança dans une démonstration macabre : pour illustrer ses propos, il brisa sa queue de billard sur le genou en mimant le geste d’un meurtre. Selon Vandagriff, il prétendait ainsi avoir tué l’une des victimes. 
L’homme fut aussitôt arrêté et conduit au poste pour être interrogé. Bien qu’il nia finalement toute implication, il accepta de passer au détecteur de mensonges. Le test se révéla concluant : l’homme semblait dire la vérité quand il affirmait ne pas avoir participé au crime. Il livra néanmoins aux enquêteurs une série de noms — ceux d’une bande de braqueurs de fast-foods originaires de Franklin, dans l’Indiana — qui, selon lui, pourraient être les véritables auteurs du carnage. Ce témoignage retint toute l’attention de la police : les noms en question n’étaient pas inconnus. En réalité, plusieurs de ces individus figuraient déjà sur la liste des suspects. 
Relâché après avoir réussi le polygraphe, le vantard du bar de Greenwood permit à l’enquête de rebondir du côté de Franklin. Sur place, les policiers repérèrent un homme dont le physique correspondait à celui de l’« homme barbu » du portrait-robot. Il ne possédait aucun alibi pour la nuit des meurtres. Convoqué pour une séance d’identification, il se rasa la barbe qu’il portait depuis cinq ans, ce qui éveilla les soupçons des enquêteurs tout en rendant la reconnaissance formelle impossible pour George Nichols et sa petite amie. (NB : Le nom de cet homme n’a jamais été rendu public.)  
L’investigation mena également à l’un de ses voisins, dénoncé lui aussi par le témoin de Greenwood, ainsi qu’à un troisième suspect correspondant au second portrait-robot, celui de l’« homme aux cheveux clairs ». Mais sans aveu ni preuve matérielle, la police dut relâcher les deux hommes. Ils seront toutefois ultérieurement arrêtés et condamnés pour des braquages à main armée visant des enseignes de restauration rapide.
Le 5 mars 1981, un agent de la DEA (la police anti-drogue américaine) et un policier infiltré d'Indianapolis arrêtèrent le frère de l'une des victimes, James Friedt, 30 ans, ainsi que deux de ses connaissances : Rodger Pearson et Daniel Ray. Leur arrestation pour la vente de 30 grammes de cocaïne suscita de nouvelles spéculations parmi les forces de l'ordre et la presse selon lesquelles Jayne avait été la cible des meurtres, le motif ayant été celui de représailles à l'encontre de son frère. James nia être impliqué dans le meurtre de sa sœur et des autres employés du Burger Chef. Faute de preuves, il fut blanchi dans cette affaire. Il décéda en 2013. 
Cette même année 1981, la police eut vent d'une altercation en prison entre James Friedt et un autre détenu nommé Allen Pruitt. Ce dernier aurait raillé le frère de Jayne en lui lançant : « Désolé pour ta sœur », laissant entendre qu’il détenait des informations sur le meurtre de Jayne et des trois autres employés. Il fut alors interrogé par les enquêteurs, et l’affaire des meurtres du Burger Chef fut bientôt mise en lien avec la disparition d’un couple de jeunes gens à Clayton : Timothy Lee Willoughby, 25 ans, et Mary Ann Higginbotham, 22 ans. 
Pruitt raconta aux officiers que, le 17 novembre 1978, depuis le Dunkin' Donuts voisin où il se trouvait, il avait vu deux hommes forcer Friedt, Shelton, Flemmonds et Davis à monter dans un van orange ainsi que dans la Chevrolet Vega de Jayne. Il affirma les avoir reconnus : il s’agissait de Tim Willoughby et Jeff Reed, deux petits délinquants connus pour vols de voitures et usage de stupéfiants. Sur le moment, il avait cru que les deux groupes se connaissaient et partaient ensemble à une soirée, jusqu’à ce qu’il aperçoive Reed malmener Mark Flemmonds dans la camionnette. 
Pruitt déclara également avoir été approché par Willoughby et Reed le lendemain des meurtres, à Avon près de Speedway, alors qu’il jouait au frisbee – bien que les quatre employés de Burger Chef étaient officiellement en fugue à ce moment-là. Les deux hommes lui auraient proposé une balade dans leur van, assortie d’un joint de marijuana. En montant à l’arrière de la camionnette, il reconnut Mary Ann Higginbotham, la petite amie de Willoughby, et tous les quatre quittèrent Indianapolis en direction de la campagne du comté de Putnam. En chemin, Willoughby et Reed (ce dernier conduisait) firent comprendre à Pruitt qu’ils savaient qu’il avait assisté à la scène de l’enlèvement des quatre adolescents. Higginbotham lui aurait alors chuchoté comment son petit ami et Reed avaient tué les employés du Burger Chef, ajoutant qu’ils n’hésiteraient pas à la tuer elle aussi — et lui — pour garder le silence. Pruitt assura qu’il avait nié tout savoir, prétendant ignorer même leur disparition. 
Le van s’arrêta sur une route isolée connue sous le nom de Devil’s Backbone. Là, tous descendirent, et Higginbotham ordonna à Pruitt de fuir, ce qu’il fit. Il escalada un talus en courant, trébucha dans un ruisseau, tandis qu’un coup de feu claqua derrière lui — dirigé vers lui ou vers la jeune femme, il l’ignora, car il ne se retourna pas. Il parvint malgré tout à s’échapper et à rejoindre une route d’où il regagna son domicile. 
Le 5 juin 1979, soit plus de six mois plus tard, les restes de Mary Ann Higginbotham furent découverts dans un baril immergé à White Lick Creek, à Mooresville. La victime avait reçu une balle à l’arrière de la tête. Son compagnon, Tim Willoughby, reste porté disparu à ce jour. Aux yeux des enquêteurs, le récit de Pruitt paraissait alors crédible.
Mais au fil des décennies, Pruitt a modifié son témoignage à plusieurs reprises. Plus récemment, dans un entretien accordé à Insider, il a affirmé avoir vu une camionnette la nuit des enlèvements — mais ni les victimes, ni Willoughby, ni Reed. Il a également reconnu avoir inventé sa présence lors de l’exécution de Mary Ann au Devil’s Backbone :
"J'ai menti aux flics (...) parce qu'ils m'ont vraiment saoûlé, a déclaré Pruitt. Ils ont juste commencé à me harceler, à me pousser, à me pousser et à me pousser. J'en suis arrivé là, j'ai finalement commencé à leur dire tout ce qu'ils voulaient entendre."
La police a nié ces allégations de harcèlement.
"Si je savais qui les a tués, ne pensez pas que je les balancerais pas, a ajouté Pruitt, parce que je le ferais."
La crédibilité de Pruitt avait de quoi être remise en question. Il est aujourd’hui avéré que la disparition de Mary Ann Higginbotham et de son compagnon Timothy Willoughby remontait en réalité au 6 juin 1978, soit plus de cinq mois avant leur prétendue rencontre avec Pruitt. Selon les enquêteurs, il semble peu probable que le couple ait réapparu soudainement à Avon, dans un van, le lendemain des meurtres de Burger Chef. La police penche désormais pour une hypothèse bien plus sombre : Mary Ann Higginbotham aurait été assassinée le jour même de sa disparition, probablement à leur domicile de Clayton, avant que son corps ne soit dissimulé dans un baril à White Lick Creek. Quant à Tim Willoughby, jamais retrouvé, les enquêteurs pensent qu’il a été tué le même jour que sa compagne.
Le mystère reste entier, malgré les spéculations persistantes de la presse locale, qui a longtemps évoqué un règlement de comptes lié à un trafic de voitures volées. Mais aucun lien formel n’a jamais été établi entre cette affaire et les meurtres de Burger Chef, contrairement à ce qu’avait affirmé Pruitt.
L’enquête sur le quadruple meurtre des jeunes employés piétina d’ailleurs pendant six longues années. Le manque de témoins et de preuves matérielles (l’arme à feu, le manche du couteau et la chaîne supposée n’ont jamais été retrouvés) a fortement limité les possibilités d’investigation, au point que la police en est venue à craindre de ne jamais élucider l’affaire. Les recherches ont malgré tout continué, explorant diverses pistes à travers tout le Midwest — de l’Ohio au Wisconsin, en passant par l’Illinois — et même jusqu’au Texas. En vain. 
Entre-temps, l’homme aperçu au bar de Greenwood s’était suicidé, tandis que le suspect barbu avait succombé à une crise cardiaque. Après sa mort, le fils de ce dernier déclara aux enquêteurs que son père lui avait avoué, peu de temps avant son décès, avoir participé à l’enlèvement et aux meurtres des quatre adolescents. Quelle que fût la motivation du fils — désir d’éclaircir l’affaire ou volonté de nuire à la mémoire de son père pour des raisons personnelles — la police ne pouvait se fonder sur un hypothétique aveu fait en privé. Elle renonça donc à poursuivre cette piste.
Ken York, l'un des enquêteurs, trouva cependant étrange que la mort des deux hommes avait eu lieu après la libération du braqueur aux cheveux clairs, doutant ainsi du suicide et de l'infarctus de l'un et l'autre suspect.
Par ailleurs, une rumeur persistait à Speedway : les meurtres de Burger Chef seraient liés à d’autres crimes ayant naguère secoué la ville, notamment le meurtre de Julia Scyphers en juillet 1978 dans son garage, ainsi que les attentats à la bombe survenus en septembre de la même année. À l’époque, Brett C. Kimberlin, l’auteur des attentats, était toujours en cavale et sa ressemblance avec le portrait-robot de l’« homme aux cheveux clairs » avait interpellé certains enquêteurs. Il fut établi plus tard que le meurtre de Julia Scyphers et les attentats étaient bel et bien liés. En revanche, aucune preuve ne permit de rattacher ces événements à l’affaire Burger Chef, en dépit des théories alimentées par la presse et les spéculations locales.

## Rebondissement
En 1984, le détective Mel Willsey, du bureau du shérif du comté de Marion, reçut un appel téléphonique inattendu émanant d’un détenu du centre correctionnel de Pendleton. Le prisonnier en question, Donald Ray Forrester, était un criminel notoire ayant résidé à Speedway à l’époque des meurtres. Son profil avait de quoi interpeller : violeur multirécidiviste, il avait échappé à la justice pour le viol d’une adolescente de quatorze ans en 1969, mais avait été condamné à cinq ans de prison pour un autre viol en 1973. Libéré en octobre 1978, il avait de nouveau été arrêté l’année suivante pour l’enlèvement et le viol d’une femme à Castleton — un crime commis cette fois avec son cousin, Dale Dawson Forrester. Leur victime n’avait dû la vie qu’à une fuite désespérée en sautant de leur voiture en marche. Fait troublant, Dale travaillait à cette époque dans un McDonald’s situé sur la Crawfordsville Road et résidait dans un American Inn à proximité.  
Lors de sa première audition, Donald avoua d'emblée son implication dans les meurtres, affirmant avoir lui-même abattu Daniel Davis et Ruth Shelton. Afin de pousser plus loin ses investigations sur la base de ces aveux, Willsey demanda et obtint une ordonnance du tribunal pour amener le suspect dans le comté de Marion. Avec un sens de l'orientation remarquable, Donald Forrester guida les policiers dans les bois du comté de Johnson et décrivit en détails l'emplacement et la position des cadavres tels qu'ils avaient été retrouvés. Il mentionna également le manche cassé du couteau sans pouvoir en revanche le localiser. Ces révélations concordaient tant avec les constatations de la police de Speedway faites à l'époque (pourtant restées confidentielles) qu'elles troublèrent à nouveau Willsey.   
Forrester donna également un mobile aux meurtres : James Friedt lui aurait dû de l’argent pour un trafic de drogue. Le soir du drame, accompagné de trois complices, il se serait rendu au Burger Chef dans l’intention d’intimider Jayne Friedt afin qu’elle contacte son frère sur-le-champ. Mais l’intervention de Mark Flemmonds, venu défendre sa responsable, aurait dégénéré en altercation. Le jeune homme serait tombé, se cognant violemment la tête contre un pare-chocs. Croyant Flemmonds mort, les assaillants auraient alors pris la décision d’enlever les quatre employés, les forçant à monter dans leur véhicule ainsi que dans la voiture de Jayne, avant de les conduire hors de la ville pour les exécuter. Une fois les meurtres commis, ils auraient abandonné la Chevrolet Vega de Jayne en centre-ville avant de prendre la fuite dans leur propre véhicule. 
Forrester désigna trois complices présumés, affirmant que ce sont eux qui avaient tué Mark Flemmonds et Jayne Friedt. Il mena ensuite la police jusqu’à un ruisseau, prétendant y avoir jeté l’arme qui lui avait servi pour son double crime. Cependant, malgré une fouille approfondie du site, aucune arme ne fut retrouvée. Willsey interrogea alors l’ex-femme de Forrester. Celle-ci déclara que, quelques jours après les meurtres, son mari l’avait emmenée dans une zone boisée de Greenwood (nommée aujourd'hui Timber Heights) — connue des riverains pour être le lieu d'ébats amoureux — afin de récupérer des douilles qu’il avait abandonnées.. De retour chez eux, Forrester aurait jeté ces douilles dans les toilettes. Grâce à ce témoignage, la police obtint un mandat pour fouiller la fosse septique de son ancienne maison, située dans le quartier de Maywood, en banlieue d'Indianapolis, aujourd’hui habitée par un nouveau propriétaire. En août 1985, trois douilles de calibre .38 y furent retrouvées, censément restées là depuis huit ans.
Pour la première fois depuis des années, il y eut enfin un espoir que les meurtres de Burger Chef soient enfin résolus. Mais un policier du bureau du shérif fuita aux médias que Forrester coopérait avec son service et de nombreux détails parurent dans la presse. Par conséquent, le 14 novembre 1986, Donald Forrester revint sur ses aveux, affirmant qu'ils lui avaient été extorqués — ce que Willsey contesta fermement. Privée de coopération et d’éléments de preuve matériels accablants, la police ne put l’inculper. Forrester fut renvoyé à la prison de  Pendleton, où il mourut d’un cancer en 2006 à l'âge de 55 ans.
Cependant, plusieurs incohérences entachaient son récit. Il échoua à deux reprises au détecteur de mensonges. De plus, l’un de ses supposés complices se trouvait incarcéré le soir des meurtres. Si Willsey continue de croire en sa culpabilité, le reste des enquêteurs considère aujourd’hui que ses aveux n’étaient qu’un stratagème pour éviter son transfert vers la prison d’État de Michigan City, réputée bien plus stricte que celle de Pendleton.

## Un cold case vieux de plus de quarante ans
Depuis les aveux rétractés de Forrester, aucune nouvelle piste ne s'est ouverte. Une empreinte palmaire recueillie en 1978 dans la voiture de Jayne Friedt avait matché en 2007 avec celle d'un ami du frère de Mark Flemmonds arrêté des années plus tard pour de simples délits routiers. Mais il s'est avéré que l'individu n'avait rien à voir avec les meurtres.
Malgré des milliers d'heures d'enquête, ainsi que la récompense promise par la chaîne Burger Chef, les coupables n'ont jamais été retrouvés. Aujourd'hui, l'affaire reste officiellement non résolue. La police d'État de l'Indiana maintient néanmoins l'enquête ouverte, fondant de grands espoirs sur les progrès fulgurants en matière d'ADN. 
Un enquêteur de la police d'État de l'Indiana, William "Stoney" Vann, l'assurait encore en 2017 : « Il y a toujours un détective affecté aux meurtres de Burger Chef ». 
Les bustes en argile des deux suspects ont été conservés et appartiennent désormais à la police d'État de l'Indiana. Un graphiste du département d'art de l'Université Purdue a été embauché pour en créer des versions 3D. La prescription n'existant pas aux États-Unis contrairement à la France, les scellés ont été conservés : costumes de travail Burger Chef brun et orange tâchés de sang, échantillons de cheveux des victimes, empreintes digitales et palmaires, balles de calibre .38 récupérées dans les corps de Davis et Shelton, lame de couteau de chasse de 4.5 pouces ayant servi à tuer Jayne Friedt, jusqu'aux mégots de cigarettes recueillis dans le cendrier de sa Chevrolet Vega.
En 2017, Vann a pris sa retraite après 29 ans de bons et loyaux services. Un mois auparavant, il avait transmis l'affaire au détective Nicholas Alspach, 36 ans, vétéran de la guerre en Irak devenu policier en 2007. Un enfant du pays qui est né et a grandi dans le comté de Johnson ; son grand-père Sherrell était le technicien de scène de crime qui avait relevé l'empreinte palmaire dans la voiture de Jayne. 
Le Premier sergent Bill Dalton a été promu commandant des enquêtes du district d'Indianapolis. En plus d'une multitude de tâches importantes telles que la supervision des opérations et l'examen des rapports de cas, il est également chargé de suivre les Cold cases. En 2018, il a annoncé qu'il envisageait d'utiliser une nouvelle technologie médico-légale pour tester les preuves dans l'affaire. Cette annonce fait suite à un plaidoyer public de la sœur de Ruth Shelton, Theresa Jefferies, pour que toute personne en possession d'informations se manifeste. 
Tous les éléments liés à l'affaire ont été regroupées dans deux douzaines de classeurs remplis de notes des enquêteurs, avec en annexe de nombreuses cassettes d'enregistrement d'interrogatoires. 
Une page Facebook « Justice for The Speedway Burger Chef Murders » consacré à ce cold case a été créée en 2014 et compte 4 200 abonnés en 2024.
De par sa sauvagerie, la portée médiatique de cette tuerie aurait aisément pu dépasser les frontières de l'Indiana. Mais l'évènement fut sans doute éclipsé par le massacre de Jonestown au Guyana qui eut lieu le 18 novembre, le jour même où la disparition des quatre employés avait été constatée par la police. Plus de 900 ressortissants américains — hommes, femmes et enfants — avaient péri lors d'un suicide collectif orchestré par le révérend Jim Jones, lui-même originaire de l'Indiana. Néanmoins, le quadruple meurtre du Burger Chef avait fait la une des journaux locaux et la psychose s'était installée à Speedway. Aujourd'hui encore, les habitants de la région demeurent hantés par ce lointain et douloureux souvenir. Même les plus jeunes connaissent cette histoire que leur ont raconté parents et grands-parents. 
« Le crime résonne toujours, affirme à ce titre Connie Ziegler, une historienne d'Indianapolis, et ce pour différentes raisons : l'âge des victimes, la nature effroyable des meurtres et le nombre important de victimes. »
Selon la définition du FBI, avec quatre décès ou plus «survenant au cours du même incident, sans période distincte entre les meurtres », les meurtres de Burger Chef peuvent être qualifiés de tuerie de masse. 

## Derniers développements
Stoney Vann a travaillé sur l'affaire Burger Chef de 1998 à 2017. Il s'est intéressé à cinq hommes coupables de braquages de fast-foods à l'époque des meurtres, dont un Burger Chef d'Indianapolis qui fut une de leurs cibles au cours de l'été 1978. Le fait que les malfrats pénétraient systématiquement par la porte arrière à l'heure de la fermeture formait une étrange similitude avec l'assaut du Burger Chef de Speedway quelques mois plus tard. 
Ces suspects avaient déjà été interrogés à l'époque mais trois d'entre eux sont depuis décédés (le suspect barbu, l'homme du bar de Greenwood, ainsi qu'un autre homme mort assassiné selon les déclarations de Vann). Deux sont encore en vie en 2017 : Timothy P. et John D. 
Ces deux hommes seraient restés dans la région, plus précisément dans le comté de Johnson, la juridiction où les corps avaient été découverts. Mais la police n'a pas assez de preuves physiques pour obtenir une condamnation :
« Si nous pouvions le prouver, nous l'aurions prouvé il y a longtemps » a déclaré Vann qui croit dur comme fer en leur implication.
Mel Willsey, 71 ans et toujours en service au bureau du shérif en 2017, rejoint Vann sur le fait qu'il s'agissait en premier lieu d'un vol mais que celui-ci a rapidement dérapé en quadruple meurtre après qu'un employé de Burger Chef ait pu reconnaître l'un des assaillants —s surtout i on s'appuie sur le fait que Mark Flemmonds ne devait pas travailler ce soir là, remplaçant au débotté une collègue du nom de Ginger Haggard qui avait pris son congé, ce que les malfrats n'avaient peut-être pas prévu) Il est donc fort probable que si un des employés avait identifié l'un d'entre eux, il y a de grandes chances pour que c'eut été Flemmonds.   
En revanche, Willsey ne partage pas le sentiment de Vann sur l'implication de la "bande des cinq". Pour lui, il s'agirait de l'acte d'un autre gang de criminels incluant à coup sûr Donald Forrester. Il en demeure d'ailleurs toujours persuadé :  
« Vous savez que quelqu'un a fait quelque chose, et vous ne pouvez pas le prouver. Dans le travail que fait la police, cela arrive tout le temps. » 
Quoi qu'il en soit, s'il ne fait pas l'ombre d'un doute au sein de l'opinion publique que la tuerie est l'œuvre d'une bande de malfrats, les avis sont partagés concernant le mobile. Certains arguent le règlement de comptes sur fond de trafic de drogue tandis que d'autres avancent qu'il s'agissait ni plus ni moins d'un braquage ayant tourné au massacre. 
En 2023, à la suite d'une demande de Kevin Greenlee du podcast « Murder Sheet » en vertu de la Freedom of Information Act, le FBI a publié un dossier expurgé sur l'affaire qui tend à accréditer la première hypothèse. 
Ce rapport inclut des enregistrements d'appels téléphoniques menaçants reçus par Jayne Friedt pendant des semaines avant son meurtre. Il souligne également que plusieurs employés ont été licenciés peu avant l'incident, probablement en raison d'usage de stupéfiants. Un autre employé, en conflit avec Friedt, devait être licencié et ne s'est donc pas présenté au travail la nuit des meurtres. D'autres détails tels que les témoignages oculaires de deux hommes chez Burger Chef ce soir-là, concordent avec les détails du témoignage de Allen Pruitt, ce fragile témoin oculaire qui avait identifié nommément deux jeunes hommes comme étant les meurtriers avant de revenir sur ses affirmations. 
Le bâtiment du Burger Chef situé au 5725 Crawfordsville Road a finalement été démoli le 21 mars 2024 et malgré les efforts des enquêteurs à faire la lumière sur cette affaire, celle-ci demeure irrésolue.

## Les victimes
- Jayne Carol Friedt, née le 2 Mai 1958 à Terre Haute dans l'Indiana travaillait depuis ses dix-sept ans au Burger Chef de Lafayette Road à Indianapolis, avant d'être affectée à celui de Speedway au printemps 1978. Réputée pour son professionnalisme ainsi que son assiduité (il lui arrivait de travailler une cinquantaine d'heures par semaine), elle fut nommée directrice adjointe de l'établissement en août et avait entre autres responsabilités celle de recruter et de former le nouveau personnel. Diplômée de l'Avon High School en 1976, "Sweet Jayne" s'impliquait dans de nombreuses activités malgré ses longues heures de travail (chorale, théâtre, gymnastique, assistante bibliothécaire, soutien scolaire, etc.) et espérait faire carrière chez Burger Chef. Elle vivait dans la région d'Indianapolis depuis huit ans. Elle repose dans sa ville natale, au Roselawn Memorial Park.

- Ruth Ellen Shelton, née le 19 décembre 1960 à Indianapolis était une adolescente très studieuse et très pieuse, membre d'une chorale et scolarisée au Northwest High School de cette même ville dans l'optique de décrocher un diplôme en informatique. Ancienne employée de Dunkin' Donuts, elle venait de remettre sa démission à Robert Gilyeat. Mais ce dernier, en manque de personnel, l'avait convaincue de rester travailler encore quelques semaines. Ruth est enterrée au Washington Park North Cemetery d'Indianapolis.
- Mark Sylvester Flemmonds, né dans l'Indiana le 31 décembre 1961 (d'où son second prénom) était issu d'une famille afro-américaine de témoins de Jehovah et étudiait à la Speedway High School. Il était le benjamin d'une fratrie de sept enfants et vivait tout près du Burger Chef où il exerçait le métier de cuisinier (un emploi que lui avait trouvé ses parents). Il a été inhumé au New Crown Cemetery and Mausoleum d'Indianapolis.
- Daniel Roy Davis, né le 6 septembre 1962 à Greenwood dans l'Indiana, avait récemment intégré l'équipe de fermeture du vendredi soir après qu'un autre employé ait démissionné une semaine auparavant. Affectueusement surnommé "Danny", ce lycéen de la Decatur Central High School était passionné de photographie et rêvait d'intégrer l'armée de l'air une fois son diplôme en poche. Il repose au Mount Zion Cemetery à New Lebanon.

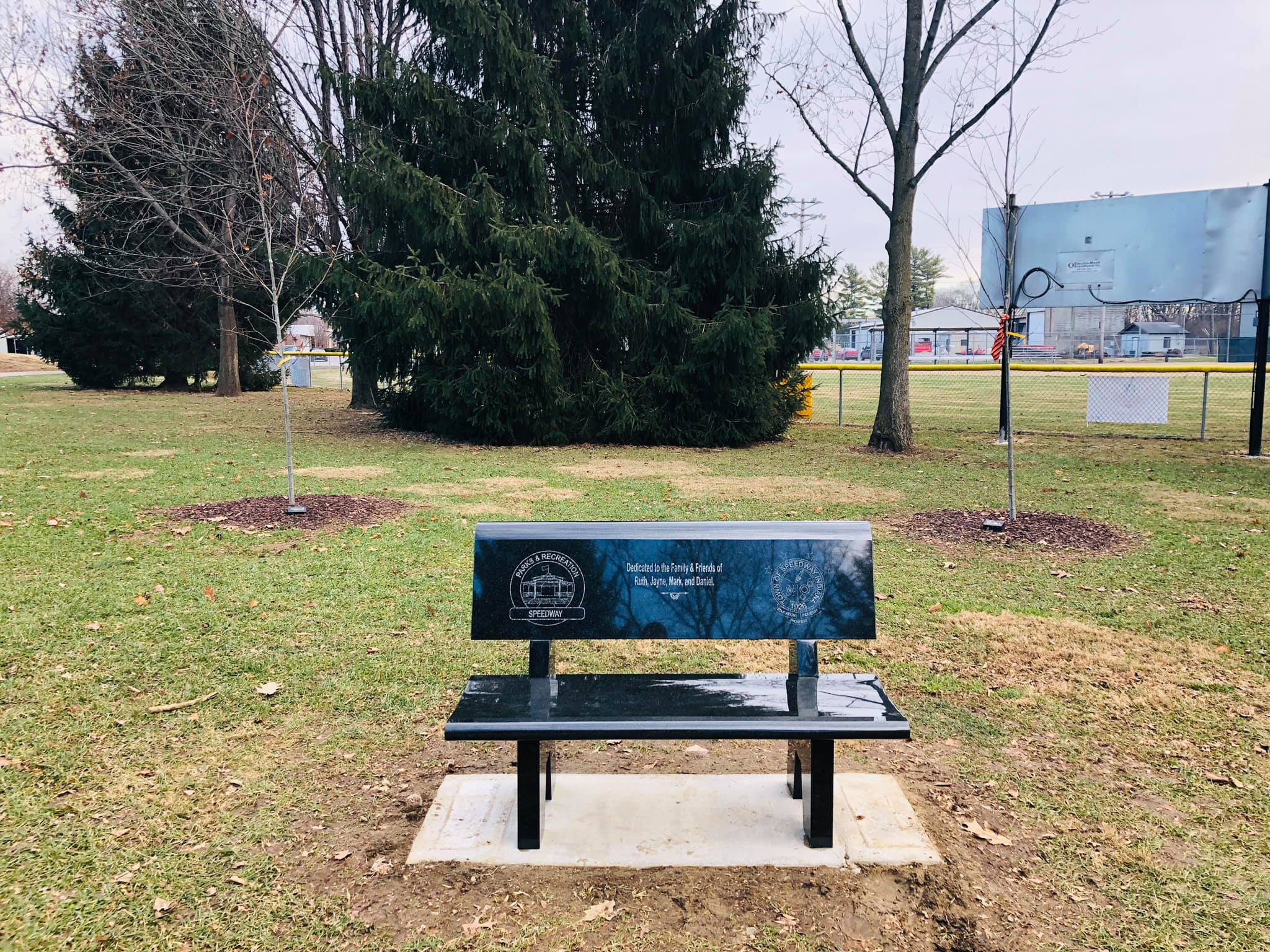
Mémorial des victimes au Leonard Park de Speedway

Au cours de l'été 2018, les habitants de Speedway, ainsi que les proches des victimes, parents et amis, ont collecté des fonds pour planter quatre chênes rouges au Leonard Park afin d'honorer leur mémoire. Chaque arbre est orné d'une plaque avec une courte épitaphe personnalisée. Les donations ont été si importantes qu'elles ont pu permettre d'ajouter un banc en marbre. Le 10 novembre 2018, une semaine tout juste avant le quarantième anniversaire de la tragédie, une petite cérémonie d'inauguration pour les proches des quatre victimes a eu lieu sur le site commémoratif de Leonard Park.